# THE BASICS FUKUOKA
THE BASICS FUKUOKA（ザ・ベーシックス・フクオカ、ザ・ベーシックス福岡とも）は、福岡県福岡市博多区にある高級ホテルである。運営は福岡地所グループのエフ・ジェイ ホテルズで、同社の本社も併設されている。
旧称：ハイアットリージェンシー福岡（ハイアットリージェンシーふくおか、Hyatt Regency Fukuoka）。2019年5月でハイアットとの契約が切れたため、2020年より「THE BASICS FUKUOKA」として再オープン。

## 特徴

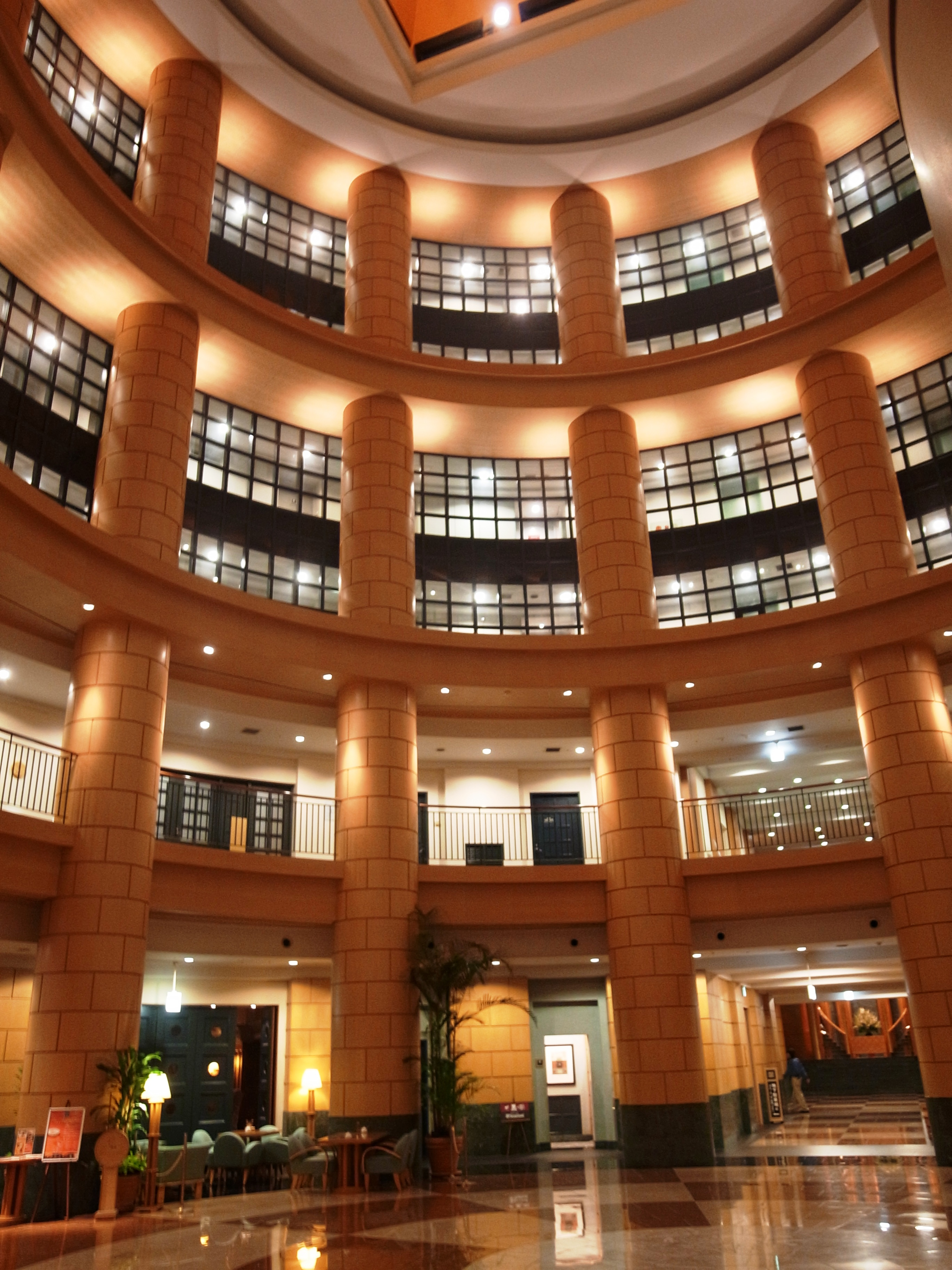
ハイアットリージェンシー福岡のロビー

1993年（平成5年）7月開業。設計デザインは世界的著名建築家であるマイケル・グレイヴスの手による。客室はスイートルーム24室を含む全248室。
4つの個性溢れるレストラン、ラウンジバーがある。
2020年、THE BASICS FUKUOKAとして再オープン。

## 設備

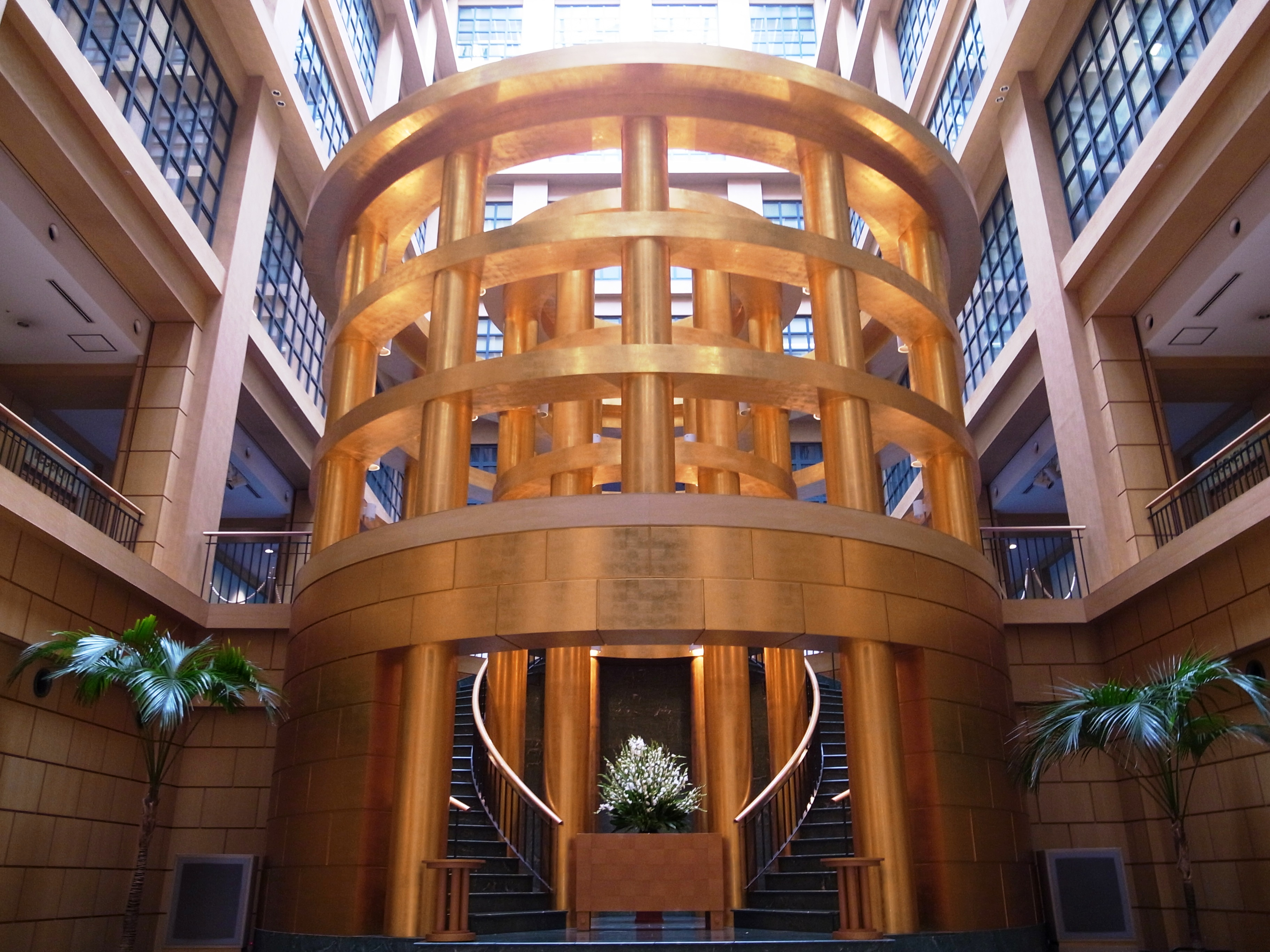
ハイアットリージェンシー福岡のチャペル

- ル・カフェ
- ロトンダ
- ベルボアーズ

など

## アクセス
- 鉄道
  - 九州旅客鉄道（JR九州）・福岡市交通局（福岡市地下鉄） 博多駅筑紫口から徒歩7分